# Их-Уул (Хувсгел)
Их-Уул (монг. Их-Уул, «большая гора») — сомон в аймаке Хувсгел. Расположен в восточной части аймака. Граничит с аймаком Булган (на юго-востоке) и сомонами Рашаант (на юге), Тосонцэнгэл (на западе), Тунэл (на северо-западе), Эндэнэбулган (на севере) и Тариалан (на востоке).
Площадь составляет 2020 км², из которых 1350 км² занимают пастбища. Население по данным на 2000 год — 3959 человек. Административный центр — Сэлэнгэ, расположен вблизи реки Сэлэнгэ, в 112 км к востоку от города Мурэн и в 589 км от Улан-Батора.
По данным на 2004 год в сомоне было примерно 73 000 коз, 49 000 овец, 10 000 коров и яков, 8800 лошадей и 46 верблюдов.